# Solana dels Botants

La Solana dels Botants, respecte del terme d'Abella de la Conca

La Solana dels Botants, és una solana del terme municipal d'Abella de la Conca, a la comarca del Pallars Jussà.
És a la dreta -nord- de la vall del barranc de Fonguera, al nord-est de l'Obaga de Fonguera, situada davant per davant a l'altra riba del barranc. És al sud-est de la vila d'Abella de la Conca, a prop i al nord-oest del Coll de Faidella. Forma part de la Solana de Fonguera, a la partida rural de Fonguera. Es tracta de la part solana del lloc on es formen diversos botants.

## Etimologia
Aquesta solana pren el nom del fet que al llarg de la solana es troben lo Botant, el Botant de la Roca de Fonguera i el Botant de la Sedella.